# ブレニュス (戦艦)
| 写真はブレニュス | |
| 艦歴             | |
| 発注             | ロリアン造船所 |
| 起工             | 1889年 |
| 進水             | 1891年10月17日 |
| 就役             | 1895年 |
| 退役             | 1919年 |
| その後           | 解体処分 |
| 除籍             | 1919年 |
| 前級             | マルソー級 |
| 次級             | シャルル・マルテル |
| 性能諸元         | |
| 排水量           | 常備：11,190トン、満載：-トン |
| 全長             | 114.5m 110.0m（水線長） |
| 全幅             | 20.6m |
| 吃水             | 8.5m |
| 機関             | ベルヴィール式石炭専焼水管缶32基＋直立型三段膨張式レシプロ機関2基2軸推進                                                                           |
| 最大出力         | 13.000hp |
| 最大速力         | 18ノット |
| 航続距離         | 10ノット/2,700海里(石炭：600トン) |
| 乗員             | 670～690名 |
| 兵装             | Model 1887 34cm（42口径）連装砲1基+同単装砲1基 Model 1893 16cm（45口径）単装砲10基 65mm単装速射砲4基 47mm単装速射砲14基 45cm水中魚雷発射管単装4基  |
| 装甲             | 舷側：350～450mm（水線面主装甲） 甲板：80mm（水平面） 主砲防盾：450（前盾）、400mm（側盾） バーベット：460mm 副砲塔：120mm（前盾） シタデル：150mm |

ブレニュス (Brennus) は、フランス海軍が最初に建造した前弩級戦艦だが、フランス海軍では装甲艦の時代から依然として「艦隊装甲艦」と呼称しており区別はしていない。なお、同型艦はない。

## 概要
本艦は1891年度海軍計画により「マルソー級」の1隻として起工されたが、オーブ海相により建造差し止めとなり放置され、オーブが更迭されるまでの間に新開発された設計思想と新技術を用いて改設計となり、全くの別艦として建造された艦である。

## 艦形

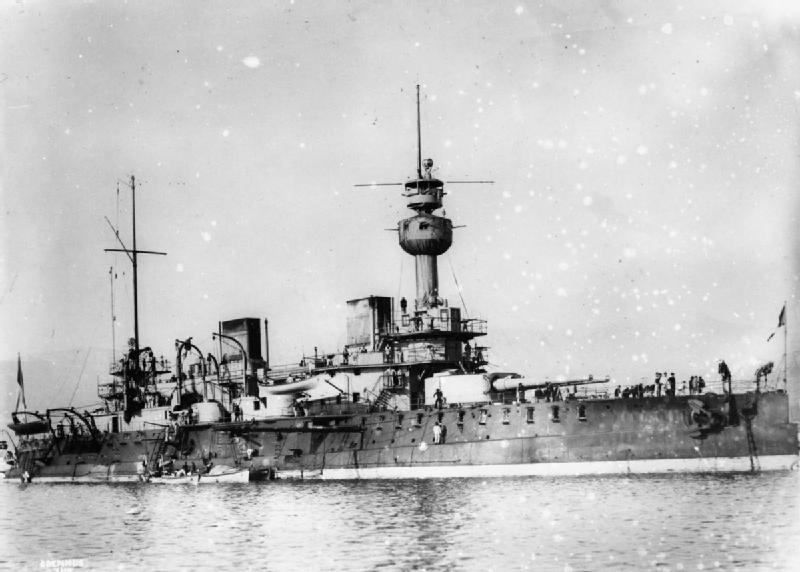
1900年ころに撮られた本艦

タイプシップは前級である「マルソー級」に採っていたが、前述の通り新しい設計思想により近代化された設計で、全周を装甲で覆われた連装砲塔や砲塔化された副砲、ベルヴィール式高温高圧缶、前時代的な衝角の廃止などを盛り込んだ時代を先取りした艦であった。
主錨は前級までは甲板に直置きするアンカー・ベット方式から現代艦のように垂直に切り立つ艦首の鎖口に引き込む方式をいち早く採用している。艦首甲板から前向きに連装式の主砲塔1基を配置、前檣は艦橋構造を主砲塔上部にオーバーハングさせた特徴あるものであり、頂上部に対水雷艇迎撃用の47mm単装速射砲を配置したミリタリーマストが建っている。その背後に断面形状が箱型の煙突が2本立ち、その周りは艦載艇置き場となっており3本のボート・ダビットにより揚収される。
中央部甲板には近代的な円筒型の16cm単装副砲塔が背中合わせに2基ずつ配置され、その下の舷側にケースメイト配置で16cm単装砲が片舷3基ずつ配置された。二番煙突後方に簡素な単脚式の後檣が立ち、その背後の後部甲板に34cm単装主砲塔が後ろ向きに配置された。

## 参考図書
「世界の艦船増刊第38集　フランス戦艦史」（海人社）